# Reuniões de Nuremberg

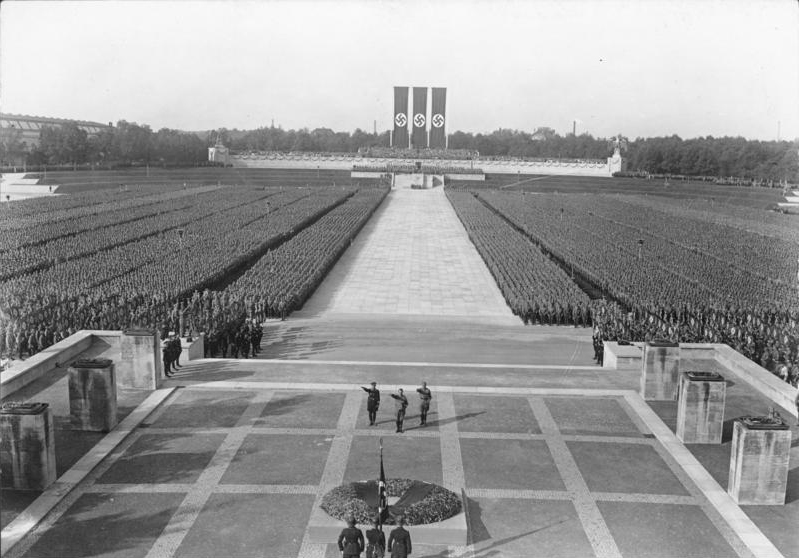
A reunião de Nürnberg, em 1934.

As reuniões de Nuremberg ou os comícios de Nuremberga (oficialmente Reichsparteitag, lit.  "Encontro Nacional do Partido") foram reuniões anuais organizadas pelo Partido Nazista Alemão entre 1923 e 1938 na Alemanha.
Após a subida ao poder de Adolf Hitler em 1933, estas reuniões decorreram em Nuremberga até 1938, e consistiam em grandes espetáculos de propaganda gerados pelos nazistas, utilizando-se de efeito teatral e aparatos militares para dar a Hitler uma imagem de um deus salvador da pátria germânica. Estas reuniões foram organizadas principalmente por Goebbels, ministro da propaganda nazista e Julius Streicher, Gauleiter de Nuremberg. A cineasta nazista Leni Riefenstahl gravou cenas de dois dos seus mais conhecidos filmes, "A Vitória da Fé" (1933) e "Triunfo da Vontade" (1934), nesses comícios.
Estas reuniões são consideradas por muitos a maior arma propagandística já inventada. A cidade de Nuremberg foi a escolhida devido ao seu ar medieval e suas estreitas ruas que geravam um clímax melhor para as reuniões. 
Foram realizadas onze edições destas reuniões, sendo que a menor foi a primeira, realizada em 1923 e teve um público estimado de 20.000 nazistas. Já a maior delas, em 1938, foi a última e levou milhões de pessoas à esta cidade para comemorar a anexação da Áustria pela Alemanha, ocorrida em março daquele ano e teve caráter preparatório para a guerra. A convenção de 1939 estava marcada para acontecer entre os dias 2 e 11 de setembro, mas nunca chegou a ocorrer devido ao início da Segunda Guerra Mundial após a invasão da Polônia pela Alemanha no dia 1º daquele mês.

## História

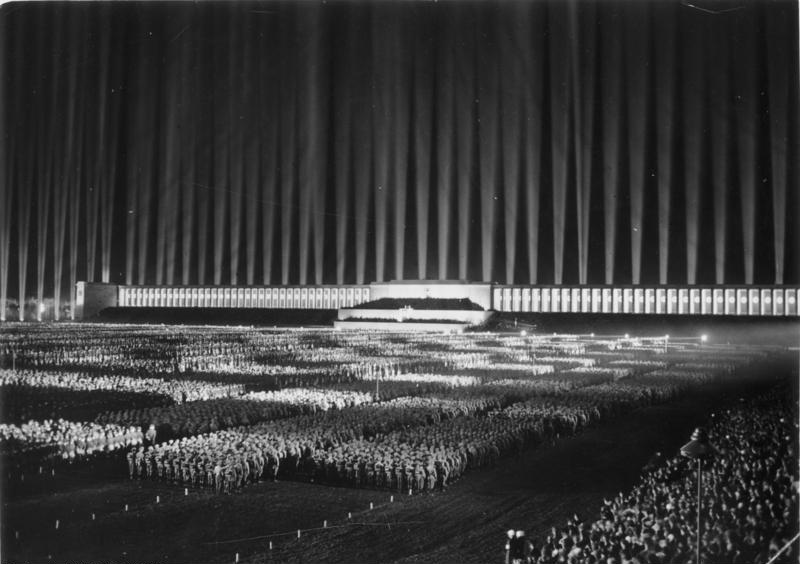
Congresso do Partido em 1936.

Os primeiros congressos do Partido Nacional-Socialista dos Trabalhadores Alemães (NSDAP) aconteceram em 1923 em Munique e 1926 em Weimar. A partir de 1927, Nuremberg tornou-se o ponto principal das reuniões. A escolha da cidade deveu-se, também, pelo grande apoio e organização do Partido Nazista na região de Francônia, que era liderado localmente por Julius Streicher, além do diretor da polícia estatal em Nuremberg ser simpático às manifestações.
Depois de 1933, os congressos aconteciam na primeira metade do mês de setembro, intitulados Reichsparteitage des deutschen Volkes (lit.  "Congresso do Povo Alemão"), para simbolizar a solidariedade entre o povo alemão e o NSDAP, que depois seria enfatizada com o número crescente de participantes a cada ano, até que finalmente atingiu cerca meio milhão de membros do partido.

## Os congressos de Nuremberg

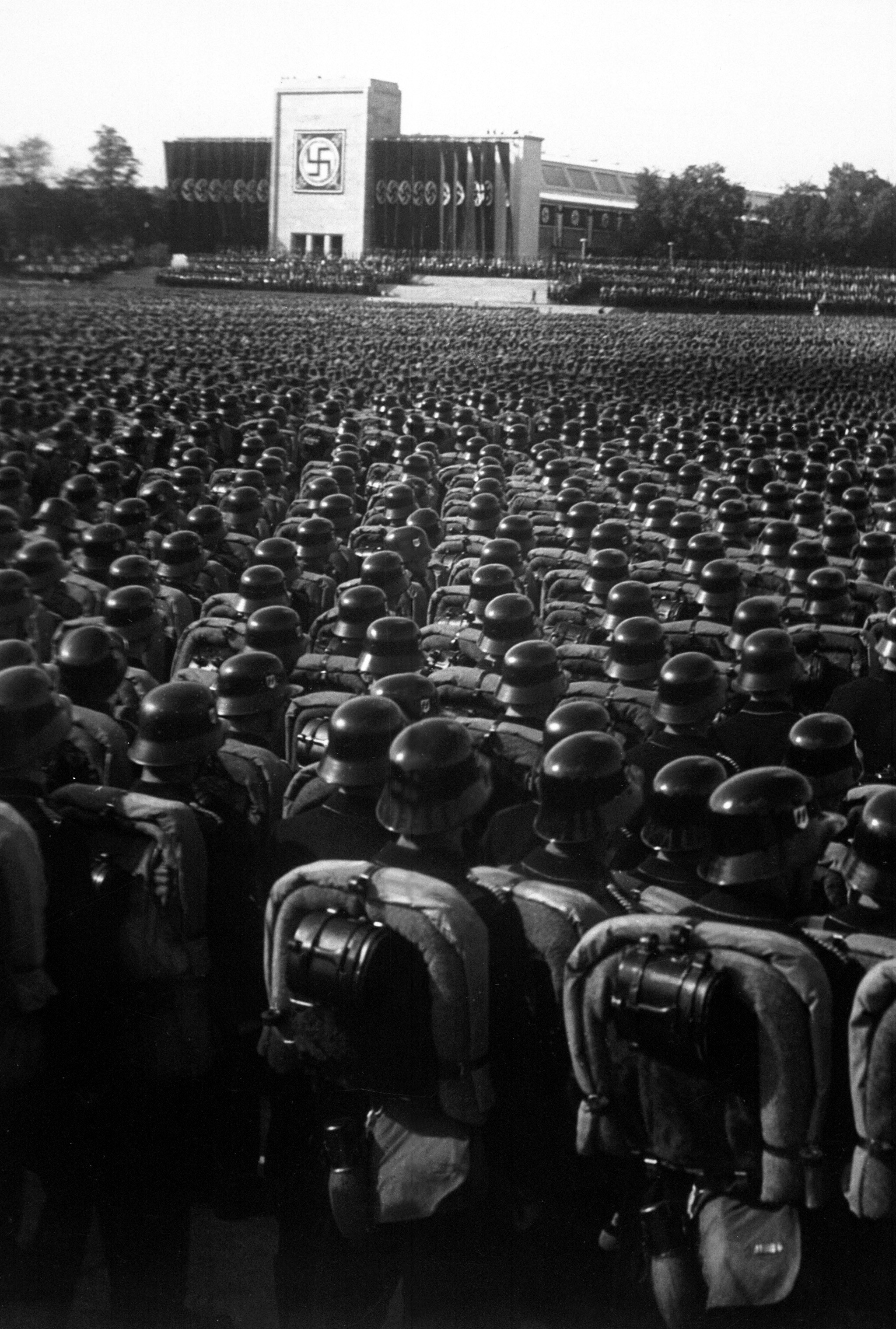
Reichsparteitag de 1935

- 1923 - Primeiro congresso do partido; Munique, 27 de janeiro de 1923.
- 1923 - “Dia do Congresso alemão”, Nuremberg, 1 de setembro de 1923.
- 1926 - 2º congresso; Weimar de 1926.
- 1927 - 3º congresso; Nuremberg, 20 de agosto de 1927; Produção do filme Eine Symphonie des Kampfwillens.
- 1929 - 4º congresso, Nuremberg, 2 de agosto de 1929.
- 1933 - 5º congresso; “Congresso da Vitória” trata da vitória do povo alemão sobre a República de Weimar; Produção do filme Sieg des Glaubens.
- 1934 - 6º congresso; Reichsparteitag der Einheit und Stärke (Congresso da Unidade e Força), Reichsparteitag der Macht (Congresso do Poder); Produção do filme Triumph des Willens.
- 1935 - 7º congresso; Reichsparteitag der Freiheit (Congresso da Liberdade). A “liberdade” refere-se a reintrodução do serviço militar e “libertação” do Tratado de Versalhes. Produção do Filme Tag der Freiheit.
- 1936 - 8º congresso; Reichsparteitag der Ehre (Congresso da Honra), invasão da Renânia, restauração da honra alemã. Produção do filme Festliches Nürnberg neste congresso e no 1937.
- 1937 - 9º congresso; Reichsparteitag der Arbeit (Congresso do Trabalho) refere-se a redução do desemprego desde a chegada de Hitler ao poder.
- 1938 - 10º congresso; Reichsparteitag Großdeutschland (Congresso da Grande Alemanha) devido à anexação da Áustria ao Reich.
- 1939 - 11º congresso; Reichsparteitag des Friedens (Congresso da Paz) cancelado devido a invasão da Alemanha sobre a Polônia.

## Filmes de propaganda
Cada congresso entre 1933 e 1935 foi documentado por Leni Riefenstahl.Triumph des Willens tornou-se o um dos filmes de propaganda mais famoso de todos os tempos. Porém vários generais na Wehrmacht reclamaram da presença mínima do exército no filme, então em 1935 Riefenstahl produziria um filme exclusivamente sobre a Wehrmacht intitulado Tag der Freiheit.
Os congressos de 1936 e 1937 foram documentados no Festliches Nurnberg, que possuía menor duração em relação aos outros filmes, com apenas 21 minutos.